# D'Lo Brown
Accie C. Connor ou A.C. Connor (nascido a 22 de Outubro de 1970 em Chicago, Illinois), é um lutador de wrestling profissional e antigo contabilista, melhor conhecido pelo seu ring name D'Lo Brown que já trabalhou para a World Wrestlnig Federation/Entertainment (WWF/E) e Total Nonstop Action Wrestling (TNA).
Connor esteve na World Wrestlnig Federation/Entertainment entre 1997 e 2003, onde em 1998 ,participou da stable "Nation of Domination" junto com The Rock,Farooq, Kama e Mark Henry. Em sua passagem na WWF/WWE ele conquistou por quatro vezes o título Europeu e por uma vez o título Intercontinental.
Após uma rápida passagem pela All Japan Pro Wrestling entre 2005 e 2007, Connor retornou a WWE. Em agosto de 2007, ele estrelava somente em dark matches. Em 5 de Junho de 2008, a WWE o contratou; seu primeiro show televisivo ocorreu em 21 de Julho de 2008, pela Raw, derrotando Santino Marella. Foi despedido da empresa em janeiro de 2009.

## No wrestling
- Ataques
  - 911
  - Lo Down
  - Reverse piledriver
  - Sky High
  - Cloverleaf
  - Leg drop com teatricos
  - Leg lariat
  - Reverse DDT
  - Running sitout powerbomb
  - Second rope axe handle elbow drop
  - Shining Impact
  - Sudden Impact I
  - Sudden Impact II
- Managers
  - Johnny Bradford
  - Ivory
  - Jacqueline
  - Theodore Long
  - Terri Runnels
  - Tiger Ali Singh

## Títulos e prêmios
- Backed Against The Wall Wrestling
  - BAW Championship (1 vez)
- Border City Wrestling
  - BCW Ca-Am Heavyweight Championship (2 vezes)
- Cleveland All-Pro Wrestling
  - CAPW North American Championship (1 vez)
- Global Wrestling Association
  - GWA Heavyweight Championship (2 vezes)
- Great Lakes Wrestling
  - GLW Heavyweight Championship (1 vez)
- Heartland Wrestling Association
  - HWA Heavyweight Championship (2 vezes)
- International Wrestling Association
  - IWA World Tag Team Championship (1 vez) - com Glamour Boy Shane
- International Wrestling Promotions
  - IWP Heavyweight Championship (1 vez)
- Irish whip Wrestling
  - IwW International Heavyweight Championship (1 vez)
- Maximum Pro Wrestling
  - MXPW Heavyweight Championship (1 vez)
- New Era Pro Wrestling
  - NEPW Heavyweight Championship (1 vez)
- Pro Wrestling Illustrated
  - PWI o colocou como #61 dos 500 melhores wrestlers durante a PWI 500 em 2004.
- Pro Wrestling NOAH
  - GHC Tag Team Championship (1 vez) - com Buchanan
- Total Nonstop Action Wrestling
  - NWA World Tag Team Championship (1 vez) - com Gran Apolo
- World Wrestling Federation
  - WWF European Championship (4 vezes) - (Um dos maiores reinados)
  - WWF Intercontinental Championship (1 vez)